# Elachista galactitella
Elachista galactitella is een vlinder uit de familie grasmineermotten (Elachistidae). De wetenschappelijke naam is voor het eerst geldig gepubliceerd in 1844 door Eversmann.
De soort komt voor in Europa.